# Odontotrypes cariosus
Odontotrypes cariosus là một loài bọ cánh cứng trong họ Geotrupidae. Loài này được Fairmaire miêu tả khoa học năm 1886.